# Górski Karabach (region)
Górski Karabach (azer. Dağlıq Qarabağ; orm. Լեռնային Ղարաբաղ, trl. Lernajin Gharabagh) – region historyczno-geograficzny, położony na obszarze Kaukazu Południowego, częściowo w obrębie Gór Karabaskich. Region jest w większości górzysty i zalesiony.
Górski Karabach należy do Azerbejdżanu. Do 2023 roku był terytorium spornym, uznawanym na arenie międzynarodowej za część Azerbejdżanu, jednak w rzeczywistości wraz z siedmioma zdobytymi przez wojska ormiańskie w trakcie I wojny o Górski Karabach azerskimi prowincjami współtworzył Republikę Górskiego Karabachu, której nie uznawało żadne państwo na świecie. Od zakończenia wojny w 1994 roku przedstawiciele rządów Armenii i Azerbejdżanu prowadzili rozmowy pokojowe z udziałem Grupy Mińskiej OBWE w sprawie spornego statusu regionu.
27 września 2020 roku wznowiono starcia w nierozwiązanym konflikcie o Górski Karabach na Linii Kontaktowej w tym regionie. Organizacja Narodów Zjednoczonych zdecydowanie potępiła konflikt i wezwała obie strony do złagodzenia napięć i niezwłocznego wznowienia konstruktywnych negocjacji. W wyniku walk Azerbejdżan zdobył tereny na północy i na południu regionu, jednak sprzeczne komunikaty obu stron walk uniemożliwiły dokładne oszacowanie zmian granicznych.
W dniach 19–20 września 2023 roku miał miejsce kolejny konflikt zbrojny o Górski Karabach, a w wyniku kończącego go porozumienia struktury Republiki Górskiego Karabachu zostały rozwiązane. W związku z tym cały region Górski Karabach znalazł się pod rzeczywistą kontrolą Azerbejdżanu.

## Nazwa
Nazwa „Karabach” pochodzi z języków: tureckiego i perskiego. Tureckie słowo karabach jest bezpośrednim tłumaczeniem perskiego bagh e siah, które po polsku oznacza „czarny ogród”. Był to geograficzny termin używany w średniowieczu przez Persów dla określenia jednej z prowincji Armenii. Nazwa pierwszy raz pojawiła się w źródłach gruzińskich i perskich w XIII i XIV wieku. Ormiańską nazwą regionu jest „Artsakh” (Arcach), która najprawdopodobniej pochodzi od określenia Sartsakh (sar w języku ormiańskim oznacza „górę”, tsakh „lasy”).

## Historia

### Czasy prehistoryczne
W 1968 roku w jaskini Azokh znaleziono szczękę, pochodzącą, zgodnie z ustaleniami, sprzed 300 tysięcy lat p.n.e. Odkrycie to dowodzi, że Górski Karabach jest jednym z najwcześniej zasiedlonych przez ludzi obszarów w Eurazji.

### Starożytność–XVI wiek
Pierwotnie obszar Górskiego Karabachu zamieszkiwała ludność posługująca się językami lezgińskimi. Następnie region, położony między konkurującymi ze sobą Urartu, Asyrią i Medią, w VI wieku p.n.e. znalazł się w granicach Persji pod rządami Cyrusa II Wielkiego. Od 189 roku p.n.e. do około 390 roku n.e. wchodził w skład prowincji Arcach, należącej do Wielkiej Armenii. Później znalazł się w kontrolowanej od 461 roku przez Persję Sasanidów Albanii Kaukaskiej, co było rezultatem wielu walk toczonych przez to państwo z Wielką Armenią. W IV i V wieku znaczna część ludności Górskiego Karabachu została chrześcijanami, dzięki prowadzonej na jego obszarze działalności misyjnej Apostolskiego Kościoła Ormiańskiego. Spowodowało to stopniową asymilację autochtonicznej ludności z narodem ormiańskim. Region rozwijał się, stając się gęsto zaludnioną prowincją Albanii Kaukaskiej, a miasto Bərdə zostało w VI wieku stolicą tego państwa. Na początku VIII wieku Arabowie podbili Persję i wszystkie jej posiadłości, w tym także Albanię Kaukaską, czego wynikiem było przeniknięcie na tereny Karabachu islamu. W górskiej części regionu chrześcijaństwo jednak pozostało. Od początku IX do połowy XIV wieku Górski Karabach wchodził w skład pozostającego pod ormiańską administracją Księstwa Chaczen. Księstwo to w czasie swego istnienia musiało się zmagać zarówno z naciskami ze strony Cesarstwa Bizantyńskiego, jak i podbojami dokonywanymi: w XI i XII wieku przez Seldżukidów, około 1230 roku przez Mongołów oraz federacje plemienne Kara Kojunlu i Ak Kojunlu, odpowiednio w XIV i na początku XVI wieku. Ormiańska ludność tego trudno dostępnego, górskiego obszaru zachowała jednak względną swobodę.

### XVI–XIX wiek

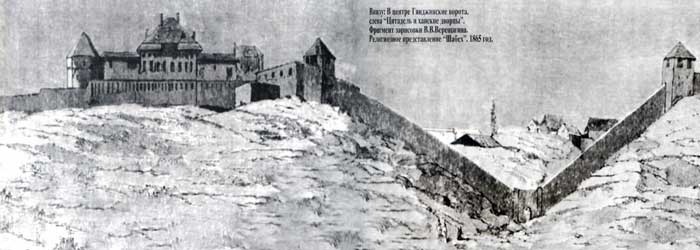
Rycina przedstawiająca cytadelę i pałac władcy Chanatu Karabachskiego w Şuşy

Na początku XVI wieku obszar Księstwa Chaczen został zdobyty przez Persję Safawidów. W tym czasie zamieszkały przez najsilniejsze politycznie i kulturowo społeczności ormiańskie teren Górskiego Karabachu został podzielony na pięć częściowo niezależnych księstw zwanych melikdomami. W 1724 roku na mocy traktatu z Konstantynopola duża część obszaru Persji została podzielona między Imperium Rosyjskie i Imperium Osmańskie, a obszar Górskiego Karabachu wraz z innymi kaukaskimi prowincjami znalazł się w posiadaniu tego drugiego państwa. Dwanaście lat później Górski Karabach został podbity przez perskiego władcę Nadira Szaha Afszara, któremu pomogli w tym przywódcy ormiańskich melikdomów. Po jego śmierci, w 1747 roku lokalny wódz turecki Panah Ali-han przejął kontrolę nad regionem i trzy lata później założył na jego terenie Chanat Karabachski, formalnie podległy Persji. 14 maja 1805 roku w Kürəkçay przywódcy Chanatu Karabachskiego i Imperium Rosyjskiego podpisali traktat, na mocy którego chanat miał przejść pod zwierzchnictwo rosyjskie w zamian za nienaruszenie prawa następców władcy karabachskiego do zarządzania wewnętrznymi sprawami kraju, jednak jeszcze w tym samym roku strona rosyjska odstąpiła od umowy, podejrzewając drugą stronę o nielojalność. W 1813 roku Persja oficjalnie przekazała obszar Chanatu Karabachskiego Imperium Rosyjskiemu, zgodnie z warunkami kończącego wojnę rosyjsko-perską z lat 1804–1813 traktatu z Gülüstanu. W 1822 roku Chanat Karabachski został zlikwidowany. Cztery lata później jego obszar został włączony do obwodu kaspijskiego, z kolei w 1876 roku wszedł w skład guberni jelizawietpolskiej. W okresie przynależności do Imperium Rosyjskiego, przede wszystkim po zakończeniu wojny rosyjsko-perskiej z lat 1826–1828, a także wojny krymskiej i wojny rosyjsko-tureckiej z lat 1877–1878 na terenie Górskiego Karabachu osiedlało się wielu Ormian, przy jednoczesnym opuszczaniu tych terenów przez muzułmanów: Azerów, Kurdów i Lezginów.

### XX wiek

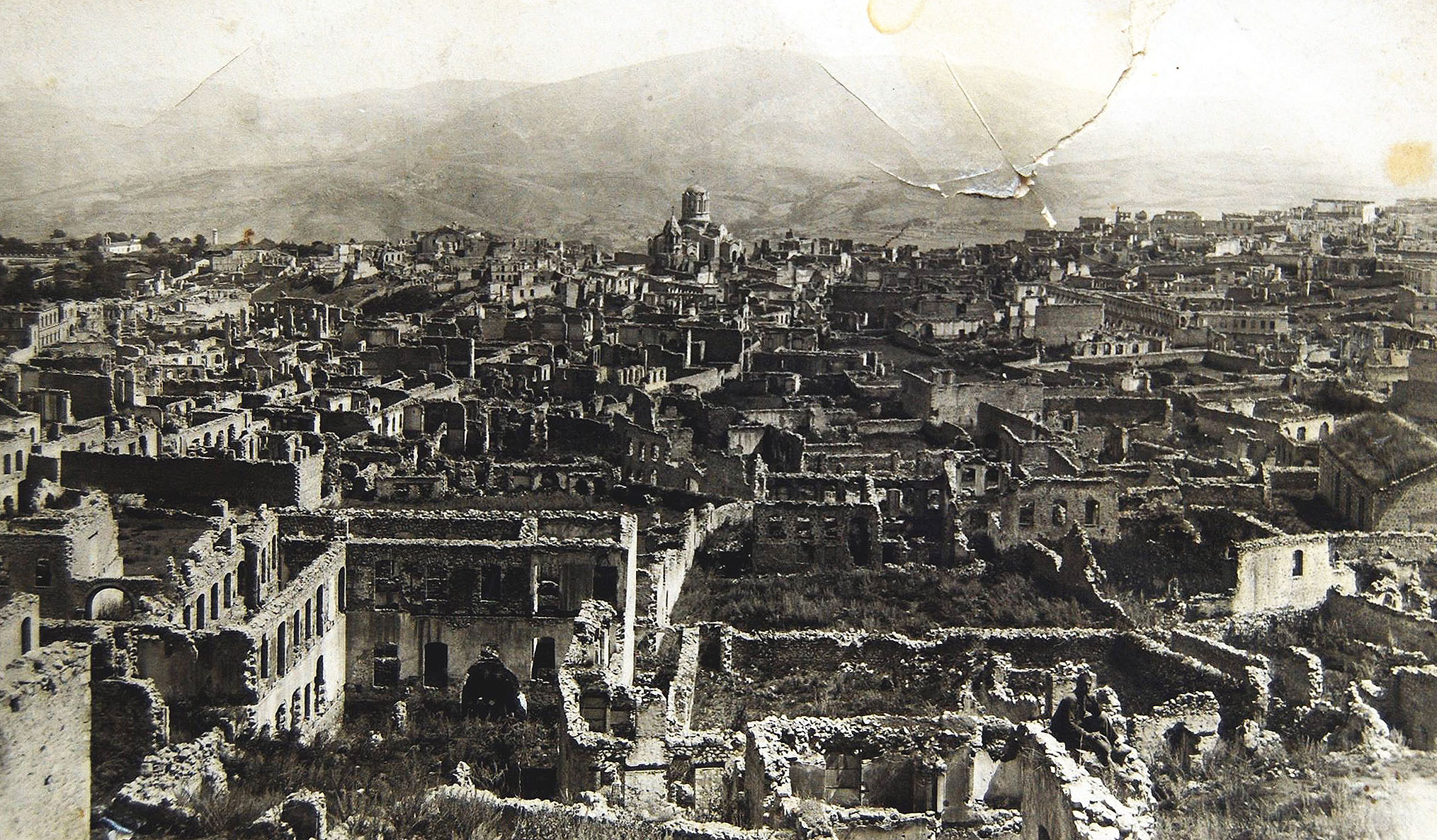
Ormiańskie dzielnice Şuşy zniszczone przez wojska azerskie podczas starć zbrojnych w 1920 roku

W czasie I wojny światowej o tereny Kaukazu walczyły ze sobą Imperium Osmańskie i Imperium Rosyjskie. W wyniku różnych problemów politycznych, jakie stały się udziałem tego ostatniego po rewolucji październikowej, w listopadzie 1917 roku na Kaukazie Południowym powstał niezależny od centralnych władz rosyjskich rząd. W kwietniu następnego roku trzy kaukaskie narody: Gruzini, Ormianie i Azerowie utworzyły Zakaukaską Demokratyczną Republikę Federacyjną. W nowo powstałym państwie, muszącym się zmagać z inwazją wojsk osmańskich zaczęły kształtować się wewnętrzne podziały, które doprowadziły do powstania w maju 1918 roku trzech odrębnych krajów. Pomiędzy dwoma z nich, Armenią i Azerbejdżanem w następnym roku rozgorzały starcia zbrojne, których powodem była przynależność terytorialna Górskiego Karabachu, a także Zangezuru i Nachiczewanu. Stacjonujące na Kaukazie wojska brytyjskie, występując w imieniu aliantów przekazały sporne tereny Azerbejdżanowi, co wynikało z chęci umożliwienia Wielkiej Brytanii dostępu do złóż ropy naftowej nad Morzem Kaspijskim. Przynależność terenów do Azerbejdżanu potwierdzono, mimo protestów Armenii i Ormian w 1920 roku na paryskiej konferencji pokojowej, na której także przyznano Ormianom z Górskiego Karabachu prawo do autonomii terytorialnej i narodowo-kulturalnej.

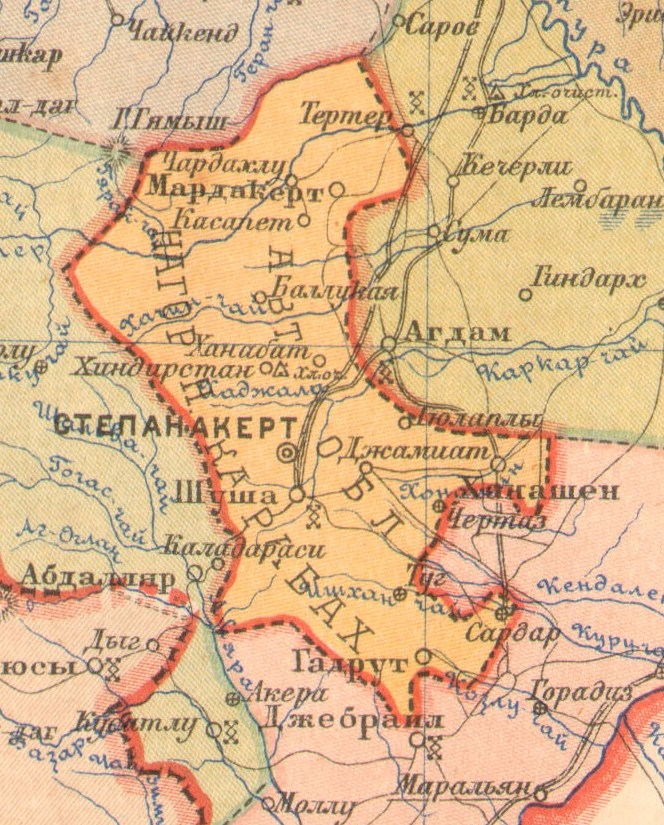
Mapa Nagorno-Karabachskiego Obwodu Autonomicznego z 1928 roku

W 1920 roku w Górskim Karabachu doszło do zbrojnego powstania Ormian przeciwko władzom w Baku, wspartego przez wojska Armenii. Azerbejdżan starając się stłumić bunt, skierował do Górskiego Karabachu większość swojej armii, co wykorzystała Armia Czerwona, która zajęła osłabione państwo, po czym niedługo później bolszewicy utworzyli zależną od moskiewskich władz Azerbejdżańską SRR (kilka miesięcy później powstała z kolei Armeńska SRR). Rosyjska Federacyjna SRR zdecydowała o pozostawieniu Górskiego Karabachu oraz Nachiczewanu, na obszarze którego w lipcu 1920 roku utworzono Nachiczewańską Autonomiczną SRR w granicach Azerbejdżańskiej SRR z uwagi na rozwinięcie dobrych relacji z państwem tureckim, co miał umożliwić fakt, że Azerów i Turków łączy wspólnota językowa i kulturowa. Natomiast w grudniu 1920 roku Rosyjska Federacyjna SRR podpisała z Armeńską SRR traktat, który uznawał ormiańskie roszczenia do Zangezuru. W 1923 roku na obszarze Górskiego Karabachu został utworzony Nagorno-Karabachski Obwód Autonomiczny.

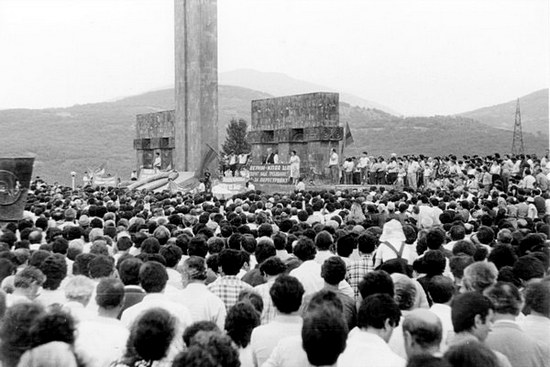
Ormiańska akcja protestacyjna z 1988 roku

Wskutek utraty niepodległości przez zainteresowane Górskim Karabachem kraje, konflikt o ten region na wiele lat uległ „zamrożeniu”. Jego eskalacja nastąpiła pod koniec lat 80. XX wieku z powodu osłabienia polityczno-gospodarczego ZSRR. Wówczas w Górskim Karabachu odżyły nadzieje na zjednoczenie z Armenią. 20 lutego 1988 roku na 20. zgromadzeniu delegatów Nagorno-Karabachskiego Obwodu Autonomicznego przyjęto rezolucję o przyłączeniu regionu do Armeńskiej SRR. W tym czasie pomiędzy Ormianami a Azerami dochodziło do incydentów, które z czasem przybierały na sile. Pierwszym wydarzeniem o charakterze czystki etnicznej, a zarazem jedną z przyczyn wybuchu wojny o Górski Karabach była dokonana przez Azerów masakra w Sumgaicie, wobec której przychylne niedążącym do niepodległości Azerom władze w Moskwie przyjęły stanowisko, że odpowiedzialni za nią byli „ormiańscy prowokatorzy”. W samej Armeńskiej SRR wybuchały przy tym masowe akcje protestacyjne, w których ormiańskie społeczeństwo domagało się przyłączenia Nagorno-Karabachskiego Obwodu Autonomicznego do swojego państwa i wyciągnięcia przez moskiewskie władze konsekwencji wobec sprawców wydarzeń z Sumgaitu.
13 czerwca 1988 roku Rada Najwyższa Azerbejdżańskiej SRR odmówiła wykonania rezolucji z 20 lutego, po czym 2 dni później Rada Najwyższa Armeńskiej SRR ją zatwierdziła i zwróciła się do władz radzieckich z prośbą o rozwiązanie problemu. Te, wydaną 18 lipca decyzją Rady Najwyższej ZSRR, powołującej się na Artykuł 78 radzieckiej konstytucji, zabraniający dokonywania jakichkolwiek zmian terytorialnych bez zgody republiki związkowej, której te zmiany dotyczą zdecydowały o pozostawieniu Górskiego Karabachu w granicach Azerbejdżańskiej SRR. Począwszy od 20 stycznia 1989 roku Rada Najwyższa ZSRR ustanowiła w regionie specjalne władze, podlegające bezpośrednio rządowi radzieckiemu. Formalnie zostały one założone latem 1989 roku w postaci Rady Narodowej, złożonej z upoważnionych przedstawicieli górskokarabachskiego społeczeństwa. 1 grudnia 1989 roku Rada Najwyższa Armeńskiej SRR przyjęła uchwałę o zjednoczeniu Nagorno-Karabachskiego Obwodu Autonomicznego z Armeńską SRR, która jednakże nie miała mocy prawnej z powodu nie dysponowania zgodą władz w Moskwie.

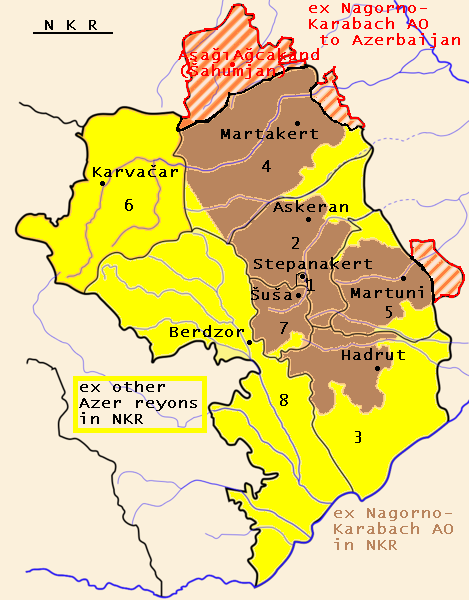
Mapa Republiki Górskiego Karabachu ukazująca położenie dawnego Nagorno-Karabachskiego Obwodu Autonomicznego (na brązowo) i terenów zdobytych przez Ormian w latach 1992–1993 (na żółto)

Okres 1990–1991 to czas zarówno kontynuowania czystek etnicznych, jak i prób dyplomatycznego uregulowania konfliktu. Rząd ZSRR nie odpowiadał na apele władz Armeńskiej SRR o udzielenie pomocy w obliczu czystek etnicznych. Według danych Prokuratury ZSRR w okresie od 1988 do maja 1991 roku z Górskiego Karabachu deportowano 302 tysiące Ormian. W sierpniu 1991 roku azerskie wojska, które przebywały na większości obszaru Górskiego Karabachu od stycznia tego roku, rozpoczęły artyleryjski ostrzał Stepanakertu. 2 września 1991 roku Rada Narodowa Górskiego Karabachu uchwaliła Deklarację Niepodległości Republiki Górskiego Karabachu. 26 listopada 1991 roku Rada Najwyższa Azerbejdżańskiej SRR, będącej od 30 sierpnia tego roku niepodległym państwem, przyjęła uchwałę o likwidacji Nagorno-Karabachskiego Obwodu Autonomicznego, a niedługo później azerskie władze przeprowadziły blokadę ekonomiczną tego obszaru. W zorganizowanym 10 grudnia 1991 roku referendum dotyczącym niepodległości Górskiego Karabachu przy frekwencji wynoszącej 82,2% ludność regionu przytłaczającą większością 99,89% głosów opowiedziała się za niepodległością. 6 stycznia 1992 roku górskokarabachski parlament przyjął, opierając się na wynikach referendum, deklarację niepodległości, co oznaczało formalne utworzenie Republiki Górskiego Karabachu w granicach dawnego Nagorno-Karabachskiego Obwodu Autonomicznego i przylegającego do niego Rejonu Szahumian. W nocy z 25 na 26 lutego 1992 roku ormiańscy żołnierze dokonali na azerskich mieszkańcach wsi Xocalı masakry, z kolei dzień później oficjalnie ją zdobyli. Wydarzenie to było przyczynkiem do wzmożenia działań wojennych, w ramach których do końca 1993 roku zarówno wojska Armenii, jak i wojska górskokarabachskie zdobyły siedem należących do Azerbejdżanu prowincji, co umożliwiło Republice Górskiego Karabachu uzyskanie „korytarzy” łączących ją z Armenią i Iranem. Działania te spowodowały opuszczenie okupowanych terenów przez około 750-800 tysięcy Azerów, a także utratę przez Azerbejdżan ponad 10% terytorium. 9 maja 1994 roku Republika Górskiego Karabachu, Azerbejdżan i Armenia przy mediacji Rosji podpisały porozumienie z Biszkeku, ustanawiające zawieszenie broni w wojnie o Górski Karabach.

### Sytuacja po 1994 roku
Od momentu uchwalenia 6 stycznia 1992 roku deklaracji niepodległości Republiki Górskiego Karabachu region Górski Karabach de facto stanowi część tej struktury politycznej, mającej własny parlament, prezydenta, organy władzy wykonawczej i sądowniczej, a także armię, która uchodzi za jedną z lepiej uzbrojonych i wyszkolonych armii na Kaukazie. Republika ta nie jest jednak uznawana przez żadne państwo na świecie, nawet przez Armenię, mimo iż obowiązuje w niej armeńska waluta – dram, armeńskie tablice rejestracyjne na samochodach, zaś jej obywatele posiadają armeńskie paszporty. Władze Armenii wykazują przy tym dużą życzliwość wobec Republiki Górskiego Karabachu.
Jednak formalnie, w oparciu o zapisy prawa międzynarodowego, region znajduje się w granicach Azerbejdżanu. W 1993 roku Rada Bezpieczeństwa ONZ przyjęła cztery rezolucje dotyczące Górskiego Karabachu, w których potwierdzała przynależność spornego terytorium do tego państwa. Z kolei 14 marca 2008 roku Zgromadzenie Ogólne ONZ uchwaliło rezolucję, w której potwierdziło integralność terytorialną Azerbejdżanu, a także wezwało Armenię do wycofania wojsk z okupowanych terenów. Rezolucję przyjęto przy 39 głosach za, 7 przeciw i 100 wstrzymujących się.

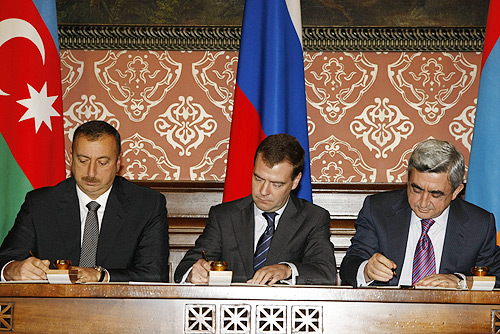
İlham Əliyev, Dmitrij Miedwiediew i Serż Sarkisjan podczas podpisywania deklaracji w Moskwie w 2008 roku

Na przestrzeni lat, jakie upłynęły od podpisania porozumienia z Biszkeku podejmowano wiele międzynarodowych inicjatyw, które miały uregulować armeńsko-azerbejdżański spór o Górski Karabach. Jeszcze w 1992 roku powstała Grupa Mińska, której zadaniem było pełnienie roli mediatora w konflikcie. Jednak na zwołanym przez kontrolującą Grupę Mińską OBWE w 1994 roku szczycie w Budapeszcie nie podjęto żadnych konkretnych decyzji. Te pojawiły się dopiero na zorganizowanym dwa lata później szczycie w Lizbonie i dotyczyły poszanowania integralności terytorialnej stron oraz uzyskania przez Górski Karabach dużej autonomii w obrębie Azerbejdżanu. Zostały jednak odrzucone przez Armenię. W kwietniu 2001 roku prezydent Azerbejdżanu Heydər Əliyev i prezydent Armenii Robert Koczarian rozmawiali z amerykańskim sekretarzem stanu Colinem Powellem o możliwościach rozwiązania konfliktu. Rozważano ewentualność utworzenia z terytorium Górskiego Karabachu i dwóch azerskich prowincji samodzielnego organizmu państwowego zarządzanego przez Armenię i pozostającego pod protektoratem państw wchodzących w skład Grupy Mińskiej. W listopadzie 2007 roku w Madrycie odbyła się konferencja ministerialna OBWE z udziałem ministrów spraw zagranicznych Armenii i Azerbejdżanu, podczas której zostały wypracowane tzw. pryncypia madryckie. Zgodnie z nimi wojska ormiańskie miały zostać wycofane z azerskich prowincji poza Górskim Karabachem w obrębie Republiki Górskiego Karabachu, po czym miano w nich rozmieścić międzynarodowe siły pokojowe i umożliwić powrót do nich ludziom, którzy musieli je opuścić w latach 1992–1993. Następnie, w bliżej nieokreślonym terminie zamierzano określić ostateczny status prawny Górskiego Karabachu (poprzez referendum lub głosowanie powszechne). 2 listopada 2008 roku podczas spotkania w Moskwie prezydenci skonfliktowanych krajów, İlham Əliyev i Serż Sarkisjan wraz z prezydentem Rosji Dmitrijem Miedwiediewem podpisali deklarację dotyczącą konfliktu o Górski Karabach, nieuwzględniającą jednak podjęcia żadnych konkretnych działań. Na początku grudnia 2009 roku w Atenach odbyło się posiedzenie Rady Ministerialnej OBWE z udziałem ministrów spraw zagranicznych krajów współtworzących Grupę Mińską, a także Armenii i Azerbejdżanu. Wydano wtedy pisemne oświadczenie o rozwiązaniu sprawy Górskiego Karabachu przy konieczności przestrzegania trzech zasad prawa międzynarodowego: nieużywania siły, prawa narodu do samostanowienia i poszanowania integralności terytorialnej.
Pomimo oficjalnego zawieszenia broni, w regionie regularnie dochodziło do wymiany ognia. W marcu 2008 roku doszło do poważnych starć zbrojnych na granicy górskokarabachsko-azerbejdżańskiej, w wyniku których śmierć poniosło dwóch cywilów. Na przełomie lipca i sierpnia 2014 roku wywiązały się kolejne ostre starcia pomiędzy obiema stronami, w których według komunikatu Ministerstwa Obrony Narodowej Azerbejdżanu zginęło czternastu azerskich żołnierzy, zaś zgodnie z informacjami Ministerstwa Obrony Narodowej Republiki Górskiego Karabachu śmierć poniosło dwóch ormiańskich (nieoficjalne źródła mówiły o pięciu). W dniach 1–6 kwietnia 2016 roku w Górskim Karabachu miały miejsce najcięższe starcia zbrojne od czasu zawieszenia broni z 1994 roku. Zgodnie z oświadczeniem Ministerstwa Obrony Narodowej Armenii z 2 kwietnia starcia rozpoczął poprzedniego dnia atak sił azerskich na pozycje ormiańskie, zaś armia Azerbejdżanu tego samego dnia wydała komunikat o zabiciu przez Ormian dwunastu azerskich żołnierzy, zestrzeleniu azerskiego śmigłowca Mi-24 i zniszczeniu czołgu przez minę. Według nieoficjalnych źródeł w starciach zginęło łącznie około 350 osób, w tym ponad 100 cywilów.
27 września 2020 roku między Armenią a Azerbejdżanem wybuchły kolejne walki o kontrolę nad tym terytorium. Po dwóch tygodniach zostało zawarte w Moskwie zawieszenie broni, które jednak nie było w pełni przestrzegane mimo obustronnych deklaracji woli jego podtrzymania. W wyniku walk nastąpiły zdobycze terytorialne Azerbejdżanu na północy i na południu regionu, jednak sprzeczne komunikaty obu stron uniemożliwiły dokładne oszacowanie zmian granicznych. Minister spraw zagranicznych Rosji Siergiej Ławrow zapowiedział tydzień później, że możliwe jest rozmieszczenie na linii walk rosyjskich sił pokojowych.
19 września 2023 roku Azerbejdżan rozpoczął lokalną operację antyterrorystyczną na terenie Górskiego Karabachu. Wobec szybkich postępów wojsk azerbejdżańskich dzień po rozpoczęciu walk zawarto porozumienie o zawieszeniu broni. 28 września 2023 roku prezydent Górskiego Karabachu Samwel Szahramanian podpisał dekret, w myśl którego 1 stycznia 2024 roku wszystkie struktury Republiki Górskiego Karabachu zostały rozwiązane, co zakończyło istnienie kraju. Terytorium Górskiego Karabachu opuściło około 100 000 Ormian, a region w całości powrócił pod kontrolę Azerbejdżanu.

## Geografia

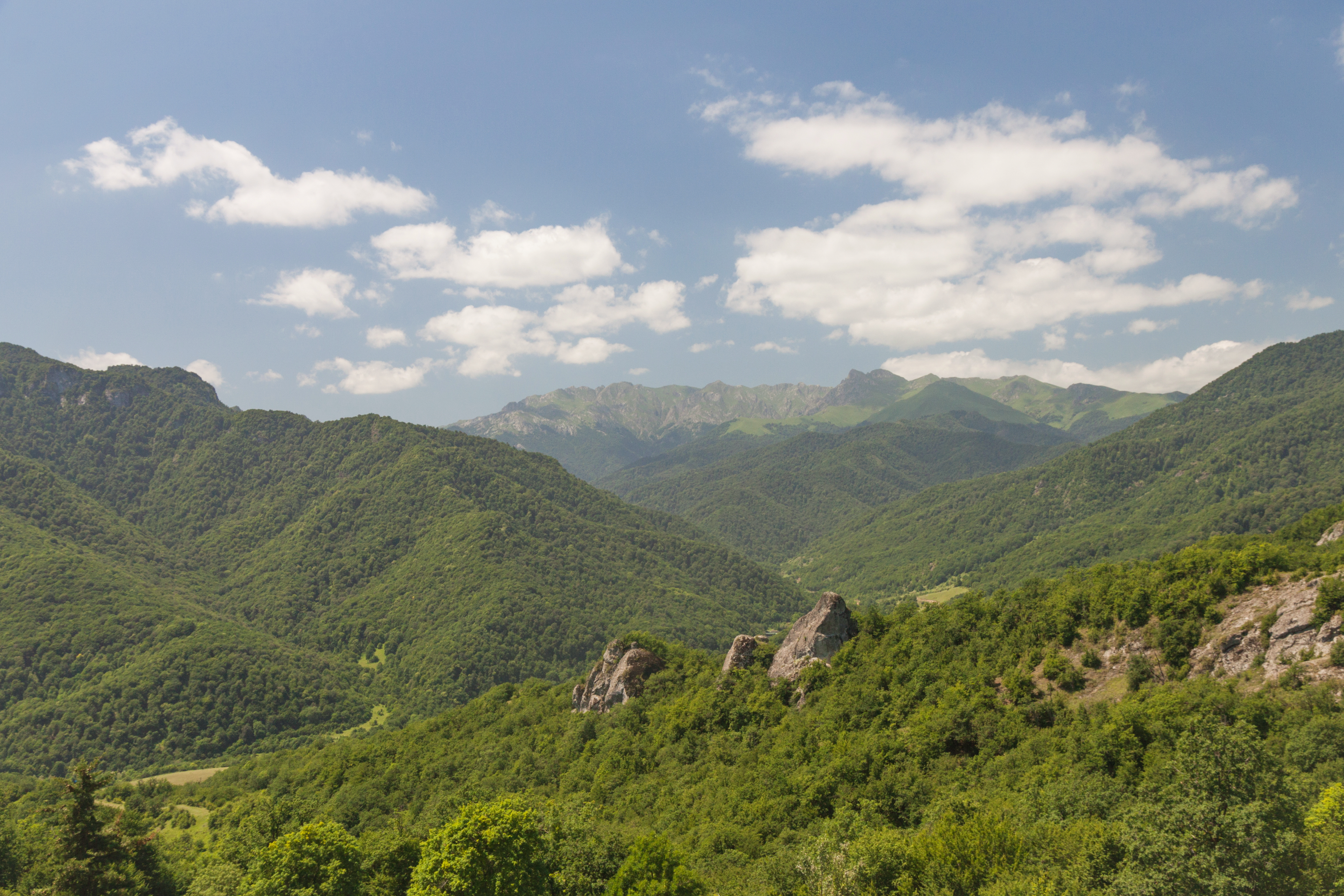
Widok na górzysty krajobraz Górskiego Karabachu spod Gandzasaru

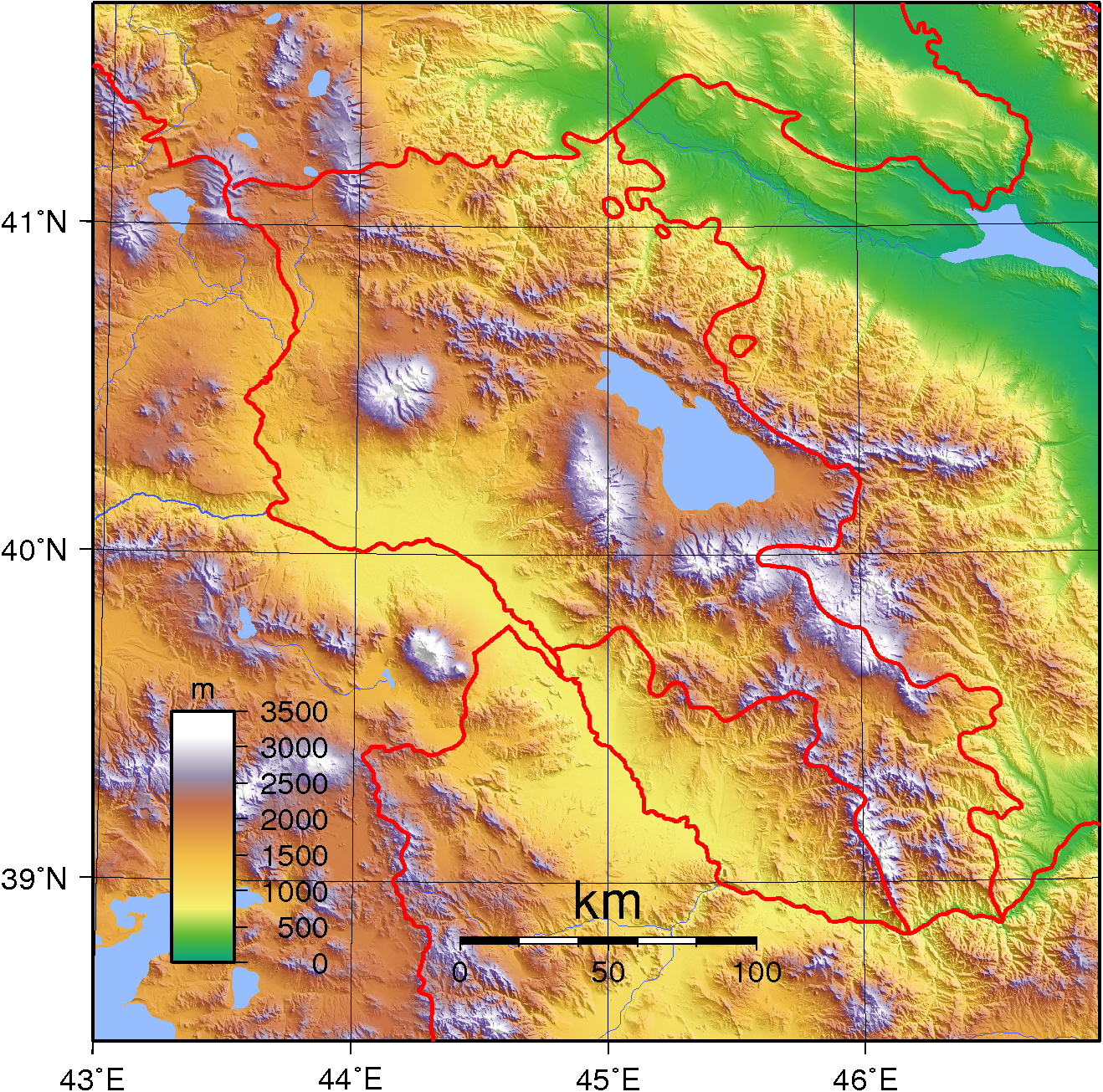
Mapa ukształtowania terenu Górskiego Karabachu

Ogólny obszar Górskiego Karabachu ma około 4400 km² powierzchni i obejmuje północno-wschodnie zbocza Gór Karabaskich w Małym Kaukazie. Region rozciąga się od linii grzbietu gór do krawędzi niziny, przez którą przepływa rzeka Kura.
Środowisko naturalne regionu cechuje znaczne zróżnicowanie. Na nizinie rzeki Kury występują stepy, niżej położone stoki Gór Karabaskich porastają lasy dębowe, grabowe i bukowe, z kolei na tych położonych wyżej można spotkać lasy brzozowe i łąki typu alpejskiego. Najwyższym szczytem regionu jest Mrav, który ma 3340 m n.p.m.

## Demografia
Według spisu ludności z 1979 roku 75,9% mieszkańców Górskiego Karabachu stanowili Ormianie, a Azerowie 22,9% (w 1926 roku proporcja wynosiła odpowiednio 89,1% do 10,1%). Kolejny spis ludności, przeprowadzony w 1989 roku, wykazał, że na opisywanym obszarze mieszkało 192 tysiące ludzi, z czego 76% to Ormianie a 23% Azerowie.
Działania wojenne doprowadziły do emigracji mniejszości azerskiej, w wyniku której obszar Górskiego Karabachu stał się po wojnie z lat 1988–1994 niemal jednolity etnicznie. Współcześnie Górski Karabach zamieszkuje 138 tysięcy osób, z których przytłaczająca większość to Ormianie – 99,4%, zaś według spisu powszechnego z 2005 roku w regionie mieszkało jedynie sześciu Azerów. Zdecydowana większość z nich należy do Apostolskiego Kościoła Ormiańskiego. Mniejszości wyznaniowe to prawosławni, ewangelicy i żydzi.

## Gospodarka
Dużą część gospodarki Górskiego Karabachu stanowi rolnictwo, przede wszystkim uprawa zbóż oraz hodowla bydła, owiec i świń. W dolinach intensywnie rozwijają się również winnice, sady i gaje morwowe dla jedwabników. W regionie funkcjonuje ponadto przemysł lekki i wiele zakładów przetwórstwa żywności. Głównym ośrodkiem przemysłowym jest Stepanakert.